# Pachira speciosa
Pachira speciosa är en malvaväxtart som beskrevs av José Jéronimo Triana och Planch.. Pachira speciosa ingår i släktet Pachira och familjen malvaväxter. Inga underarter finns listade i Catalogue of Life.